# Oldřich Lipský
Oldřich Lipský (* 4. Juli 1924 in Pelhřimov; † 19. Oktober 1986 in Prag) war ein tschechoslowakischer Filmregisseur und Drehbuchautor.

## Leben
Oldřich Lipský war von klein auf von Theater, Zirkus und Kino begeistert, beeinflusst durch seine in Amateurtheatern engagierten Eltern. Mit seinem älteren Bruder Lubomír (später ein bekannter Schauspieler, den Oldřich auch oft in seinen Filmen besetzte) spielte er schon als Kind in Amateuraufführungen. Kurzzeitig von den deutschen Besatzern zur Zwangsarbeit deportiert, beteiligte er sich nach seiner Rückkehr nach Pelhřimov ab 1943, gemeinsam mit seinem Bruder und Jan Maška, an der von Zbyněk Vavřín (1919–2001) gegründeten Jugendtheatergruppe Mladá komedie. Nebenbei übernahm Lipský erste Filmrollen, so in Václav Krškas Kluci na řece (1944) und Řeka čaruje (1945). Kurz nach Kriegsende absolvierte die Theatergruppe um Vavřín einige Aufführungen in Prag, blieb aufgrund des Erfolgs in der Hauptstadt und gründete dort das Divadle satiry, an dem Lipský weiter spielte und dessen künstlerischer Leiter er später war. Gleichzeitig begann er ein Studium der Philosophie an der (nach fünfeinhalbjähriger Schließung durch die Besatzer) wiedereröffneten Karls-Universität.
Nach Regiearbeiten an verschiedenen Prager Theatern begann Lipský 1949, für das Studio Barrandov zu arbeiten. Zunächst schrieb er Drehbücher, so 1950 für Josef Machs Razek findet Anschluß (Racek má zpoždění), arbeitete dann als Ko-Regisseur und schließlich ab 1954 als Regisseur. Sein Erstlingswerk Der Zirkus spielt doch wurde zwar von der Kritik negativ aufgenommen, war aber ein Publikumserfolg und legte Lipský für seine gesamte Regiekarriere auf das Komödienfach fest. Nach dem eher geringen Erfolg seiner nächsten beiden Filme verabschiedete er sich allerdings zunächst für einige Jahre von Barrandov und inszenierte für den tschechoslowakischen Staatszirkus Tourprogramme, bei denen traditionelle Zirkuskunst mit Projektionen und Laterna-Magica-Effekten kombiniert wurde. Während der Tourneen nach Japan, Indien und Burma entstanden mehrere dokumentarische Kurzfilme und die Tourdokumentation Cirkus jede!, die 1960 in die Kinos kam.
Sein erster Spielfilm nach der Zirkusepisode war die satirische Zeitreisekomödie Der Mann aus dem 1. Jahrhundert mit Miloš Kopecký in der Hauptrolle. Mit dem auf Motiven aus Majakowskis Stück Die Wanze beruhenden Film nahm Lipský 1962 am Wettbewerb der Internationalen Filmfestspiele von Cannes teil.
Auf diesen Film folgte die Westernparodie Limonaden-Joe mit Karel Fiala in der Titelrolle. Die Komödie, bei der Lipský mit einer der Stummfilmästhetik entlehnten Formsprache arbeitete, gewann 1964 auf dem Filmfestival von San Sebastián die Silberne Muschel und den Spezialpreis der FIPRESCI. Zugleich war Limonaden-Joe Lipskýs erste Zusammenarbeit mit dem Drehbuchautor Jiří Brdečka (1917–1982); später drehten die beiden noch den nostalgischen Krimi Adele hat noch nicht genachtmahlt (1977) mit Michal Dočolomanský und Rudolf Hrušínský sowie 1981, ebenfalls mit Dočolomanský und Hrušínský, die als Horrorfilmparodie angelegte Jules-Verne-Verfilmung Das Geheimnis der Burg in den Karpaten. Die beiden letztgenannten Filme profitierten zudem von den makabren und surrealistischen Ideen ihres Ausstatters und Trickdesigners Jan Švankmajer.
Nach dem internationalen Erfolg von Limonaden-Joe entstand das Vorhaben, mehrere englischsprachige Science-Fiction-Filme für die Produzenten Carlo Ponti und Moris Ergas zu realisieren, das sich aber zerschlug, so dass Lipský bald wieder in Barrandov arbeitete. Sein nächster Film war 1967 die mit dem Drehbuchautor Miloš Macourek entstandene Komödie Happy end, die mit der Hinrichtung des von Vladimír Menšík gespielten Helden beginnt und sich dann in reverser Chronologie zum (glücklichen) Anfang hin entwickelt.
Ebenfalls in Zusammenarbeit mit Macourek entstanden 1969 die Zeitreisekomödie Ich habe Einstein umgebracht (mit Jiří Sovák und Jana Brejchová), 1970 der Film „Čtyři vraždy stačí, drahoušku“, 1971 die in Frankreich um 1900 spielende Komödie Der Strohhut, 1972 die Schulkomödie Sechs Bären und ein Clown und schließlich 1975 die in Koproduktion mit dem sowjetischen Mosfilm-Studio gedrehte Zirkuskomödie Elefantensolo mit Orchesterbegleitung.
Auch mit dem Drehbuchautor Zdeněk Svěrák drehte Lipský mehrere Filme, so Horoskop aus dem Computer (1974), „Marečku, podejte mi pero!“ (1976), Unsere Geister sollen leben (1977) und Verschenktes Glück (1983).
1979 wurde Lipský als Volkskünstler der ČSSR ausgezeichnet.

## Filmografie
- 1950: Slepice a kostelník – Ko-Regie mit Jan Strejček
- 1952: Die gute alte Zeit (Haškovy povídky ze starého mocnářství) – Ko-Regie mit Miroslav Hubáček
- 1954: Der Zirkus spielt doch (Cirkus bude!)
- 1955: Vzorný kinematograf Haška Jaroslav
- 1958: Ein Stern fährt nach Süden (Hvězda jede na jih)
- 1960: Cirkus jede!
- 1960: Hurvínek to zařídí (Kurzfilm mit dem Puppenspieler Miloš Kirschner und seinen Figuren Spejbl und Hurvínek)
- 1961: Der Mann aus dem 1. Jahrhundert (Muž z prvního století)
- 1964: Limonaden-Joe (Limonádový Joe aneb Koňská opera)
- 1967: Happy end
- 1969: Ich habe Einstein umgebracht (Zabil jsem Einsteina, pánové…)
- 1970: Čtyři vraždy stačí, drahoušku
- 1971: Der Strohhut (Slaměný klobouk)
- 1972/76: Sechs Bären und ein Clown (6 medvědů s Cibulkou)
- 1973: Drei Mannsbilder auf Reisen (Tři chlapi na cestách)
- 1974: Horoskop aus dem Computer (Jáchyme, hoď ho do stroje!)
- 1975: Elefantensolo mit Orchesterbegleitung (Соло для слона с оркестром)
- 1976: Marečku, podejte mi pero!
- 1977: Unsere Geister sollen leben! (Ať žijí duchové!)
- 1977: Adele hat noch nicht zu Abend gegessen (Adéla ještě nevečeřela)
- 1980: Aber Doktor (TV)
- 1981: Das Geheimnis der Burg in den Karpaten (Tajemství hradu v Karpatech)
- 1982: Herzliche Grüße vom Erdball (Srdečný pozdrav ze zeměkoule)
- 1983: Verschenktes Glück (Tři veteráni)
- 1986: Velká filmová loupež (fertiggestellt von Zdeněk Podskalský)